# 若山富三郎
若山 富三郎（）は、日本の俳優・歌手。別芸名は城 健三朗（）。映画・テレビ映画・演劇で幅広い役柄を演じ、特に殺陣は当代随一の名手と評された。
本名：奥村 勝（）。東京府東京市深川区出身。父は長唄三味線の杵屋勝東治、弟は勝新太郎、息子は若山騎一郎、元妻は藤原礼子、甥は俳優の鴈龍。

## 生涯
幼少の頃より弟の勝新太郎とともに長唄の修行を始める。旧制日大三中在学中は1年生を3回落第するほど素行に問題があった。長唄の修行よりも柔道に熱中して師範（伍段）を目指していたといい、「あたしは柔道教師になろうと思ったんです...ええ、講道館の四段で、間もなく五段になるところでした」と語っている。1949年、20歳のときに長唄の和歌山富十郎に弟子入りし、芸名を若山 富三郎とした。1954年に新東宝からスカウト、演技経験のない新人としては破格の高給と、運転手付きの車での送迎を約束させた上で入社を決める。

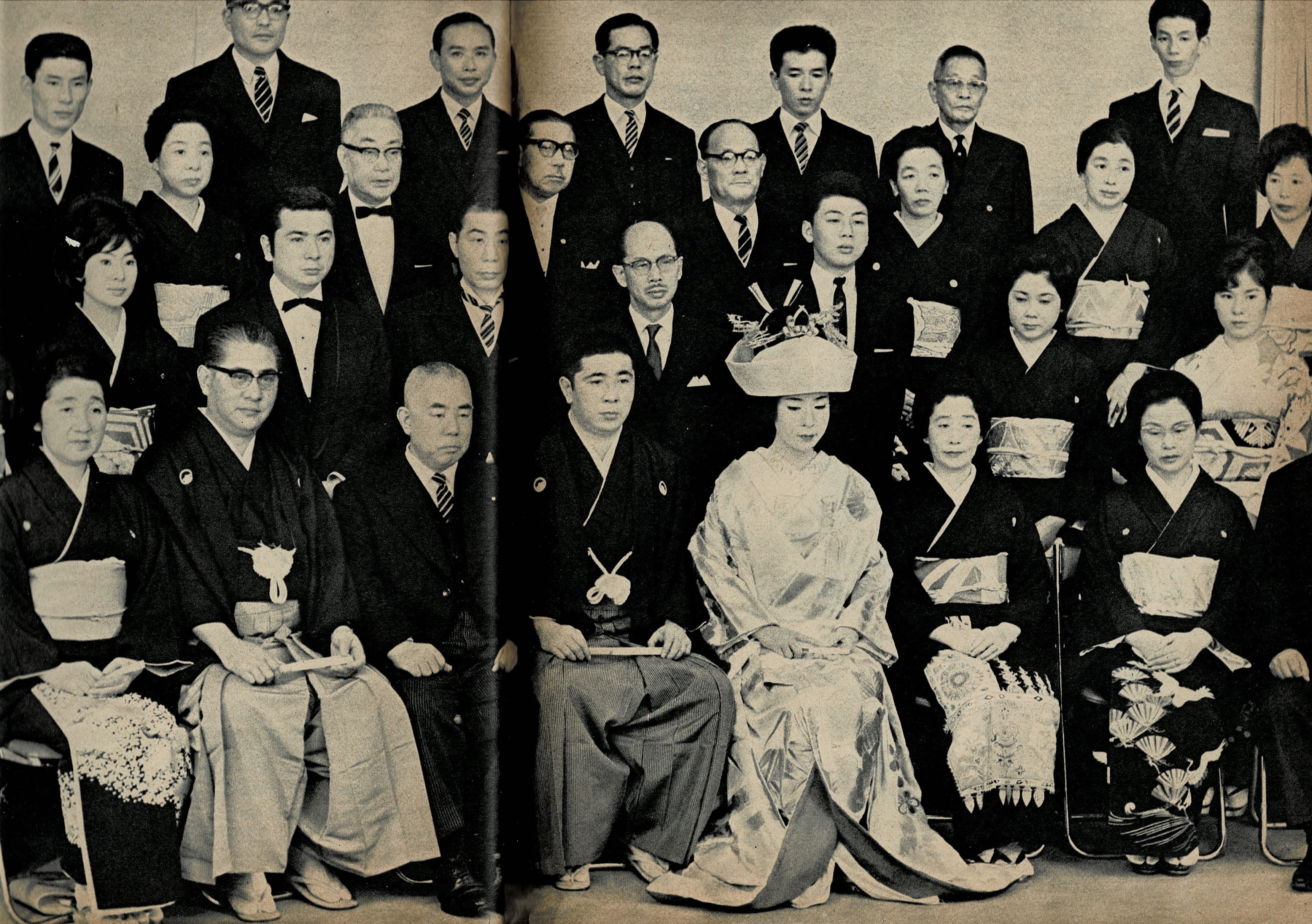
前列中央。右横は藤原礼子。

1955年に『忍術児雷也』でデビュー。『人形佐七捕物帖』シリーズなどの時代劇に主演。1958年には『銭形平次捕物控』に主演。新東宝が経営不振に陥ると1959年に東映へ移籍し、新東宝時代同様に『人形佐七捕物帖』シリーズで主演した他、多くの脇役もこなす。1962年に大映へ移籍、城 健三朗と改名。白黒作品の『打ち鴉』に主演した他は市川雷蔵や弟の勝新太郎の脇役に甘んじ仕事では不遇の日々であった。1964年1月6日に大映所属の女優、藤原礼子と結婚。1964年には『風雲児半次郎 唐芋侍と西郷』に主演。この年に若山騎一郎を儲けるが、1965年に藤原と離婚、その後の1年間干されて役がつかない挫折を味わった。
1966年に出演した大映での最後の作品『処女が見た』で共演した安田道代と恋愛関係となり、長期間交際した。この年、再び東映に移籍し、芸名を若山 富三郎に戻している。脇役からのスタートであったが、鶴田浩二主演の『博奕打ち 総長賭博』の助演で認められ、主演映画も制作され始める。1968年より始まった『緋牡丹博徒シリーズ』、『極道シリーズ』、『前科者』では、従来の義理人情のヤクザ映画に若山のコミカルな演技が加わり、他の任侠路線とは一線を画す人気作となった。その他、『賞金稼ぎシリーズ』、『極悪坊主シリーズ』などに主演した。これ以降は主演ないし大型ゲストとしての仕事が切れ目なく続き、浮き沈みのあった前半生とは一転してスター人生を全うすることになる。
1970年代の『子連れ狼シリーズ』では拝一刀に扮し、凄みのあるダイナミックな殺陣と寡黙な演技は「一刀の若山か、若山の一刀か」と評されるほどの代表作になり、海外にも輸出された。同じ頃、個人事務所「若山企画」を立ち上げ、『唖侍鬼一法眼』（1973年）、『賞金稼ぎ』（1975年）などのテレビ時代劇に主演。前者では2話、後者では3話を監督した。
白塗りの二枚目から三枚目、悪役、豪放なアクション・殺陣と、幅広いタイプの役柄を演じているが、1974年には睦五朗に招かれ、『エスパイ』に出演し、敵役のリーダー「逆エスパイ・ウルロフ」を演じた。特徴的な髪型は若山の考案で、クランクインの際には一つのセリフを様々な抑揚・表情でサンプルのように演じ分けてみせ、監督に選んでもらった。1977年の『悪魔の手毬唄』の磯川警部と、1978年から放送された『事件』の菊池弁護士は、優しい人間味と哀愁を湛えた等身大の中年像であり、抑えた演技はそれまでのイメージを一新した。『悪魔の手毬唄』と『姿三四郎』の村井半助で、第20回ブルーリボン助演男優賞を受賞。1979年の『衝動殺人 息子よ』で、キネマ旬報主演男優賞・ブルーリボン賞・毎日映画コンクールの主演男優賞、第3回日本アカデミー賞の最優秀主演男優賞を受賞した。1978年の『がんばれ!ベアーズ大旋風 -日本遠征-』では少年野球日本代表チームの監督役としてトニー・カーティスと共演。「黒田節」を歌い、バック転を披露している。演劇では1977年の『三文オペラ』や1978年の『アニー』で、長唄で鍛えた美声を披露。また同年の『歌舞伎模様・天保六花撰』では河内山宗俊に扮して、第33回芸術祭大賞を受賞した。
1981年、千葉真一主演の『魔界転生』で柳生宗矩に扮し、紅蓮の炎の中で行われた千葉演ずる柳生十兵衛との決闘では、華麗ながらも凄みのある戦いを演じ、劇中最大のクライマックスとなっている。魔界衆がまばたきをしないのは、歌舞伎でのお化けの演技からヒントを得た若山の発案である。本作は観客動員数200万人、配給収入10億5千万円となった。千葉は本作後も再び若山との殺陣を望み、『影の軍団III』第1話「二つの顔の男」では千葉が直接、若山へ出演依頼をして共演を実現させた。ほかには『御金蔵破りシリーズ』でも、殺陣と復讐に燃える忍者からコミカルな役まで幅広い演技を見せる。
『影武者』では黒澤明が、信玄役を若山富三郎、影武者役を勝新太郎という実の兄弟でキャスティングする意向だった。しかし、若山は勝と黒澤のトラブルを予期し、それに巻き込まれることを嫌って出演依頼を断った。なお若山は「何、黒澤明? そんなうるせえ監督に出られねえよ、俺は」と、その本音を述懐している。1989年の『ブラック・レイン』では、凄みを効かせたヤクザの親分を演じ、その存在感を示した。

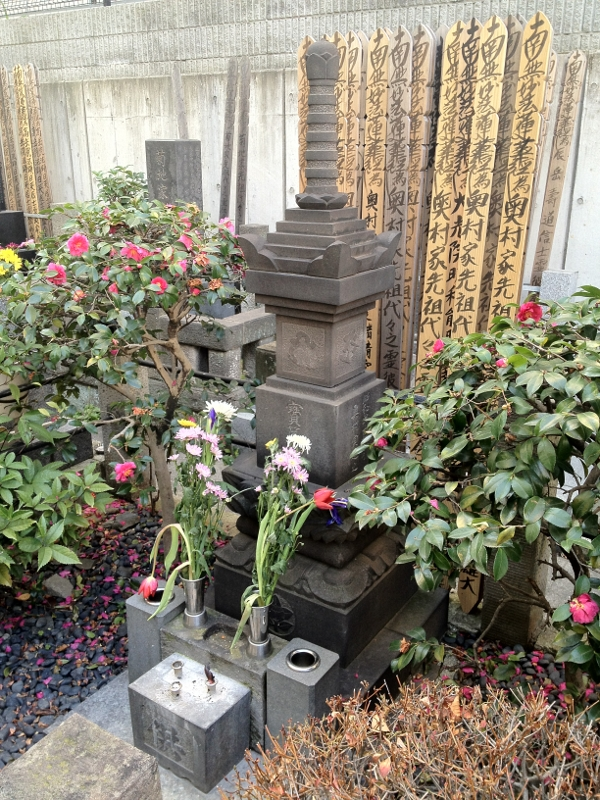
港区三田の蓮乗寺。弟の勝新太郎と共に眠る。

喘息でありながらショートホープを愛煙するチェーンスモーカーで、糖尿病でありながら平気で大福や羊羹1本を平らげるなど、持病を抱えながらも不節制、不養生を続ける生活習慣が祟り、1984年には心筋梗塞で入院。その後ハワイで血管5本に及ぶバイパス手術を受ける。手術は無事に成功し、復帰を果たした。この間医師の忠告を無視し生活習慣を改めることはなかった。糖尿病悪化の影響もあり、1990年になって心臓の状態は再び悪化。同年12月には腎機能障害を併発し入院を余儀なくされ、医師から「（このままの生活を続ければ）来年の夏までもたない」と余命宣告を受けている。その後は京大病院に転院。一時小康状態となり、週3回の人工透析を受けながら、1991年10月に映画『王手』で復帰を果たすが、病の影響で、やつれた印象は隠しようがなかった。1992年2月にはペースメーカー埋め込み手術を受けている。
1992年3月27日、勝に対して懲役2年6月、執行猶予4年の判決が下され、実刑も予想される中での執行猶予付き判決に涙を流して喜び、4月2日、京都の自宅に勝夫妻と清川虹子を招き食事会を催す。食事の後、いつものようにマネージャーに麻雀卓の用意をさせているさなか、隣に座っていた清川に顔面蒼白で倒れこみ、この時には既に心停止の状態だった。搬送先の京大病院で電気ショックや降圧剤投与などの処置を受けるが、午後6時25分、急性心不全のため死去。62歳没。兄想いだった勝はカメラの前でその遺骨を食べ、涙を流しながらその死を悼んだ。墓所は港区蓮乗寺。

## 殺陣
数多い時代劇俳優の中にあって殺陣が最もすぐれた俳優と評され、千葉真一は峰打ちの殺陣を若山から教わるなど、「若山先生から殺陣を本格的に教わり、ある意味、僕の師匠」「尊敬している」と語っている。若山は千葉が1970年に設立したジャパンアクションクラブ（JAC）の結成式にも駆けつけ、その門出を祝っている。弟の勝新太郎も「殺陣はお兄ちゃんにかなわない」と証言している。勝の代表作である『座頭市シリーズ』でも『続・座頭市物語』（1962年）、『座頭市千両首』（1964年）の2作品に出演している。『続』では過去の因縁から市（笠間の市太）と反目する実兄・渚の与四郎役、『千両首』では剣客・仙場十四郎役で、どちらも勝と迫力ある殺陣を演じている。
嵐寛寿郎は竹中労のインタビューで「若手で巧かったのは一に萬屋錦之介、二に若山（と勝）で以下は無い」としているが、テレビドラマ『賞金稼ぎ』の殺陣を担当した上野隆三（東映）は「殺陣が特に巧い人は誰かというなら、若山富三郎さんだ。あの人は何を持たせても巧い。武芸百般というけれども、刀・槍・薙刀・棒術などいろんなのがあるが、若山さんは何をやってもできる人だったね」と評している。
代表作である『子連れ狼シリーズ』では刀・長巻を駆使した殺陣を披露し、トンボ切り（前方宙返り）も得意とした。トンボ切りは他にも映画『極悪坊主 念仏人斬り旅』『賞金稼ぎシリーズ』『魔界転生』や『賞金稼ぎ』『御金蔵破りシリーズ』『影の軍団III』『暴力中学シリーズ』などで披露している。

## 人物
親分肌で、気に入った役者やスタッフらを取り巻きとして公私に関わらず引き連れていたため、いつしか「若山組」と呼ばれるようになった。面倒見のいい反面、非礼な態度や意にそぐわない相手には手を上げることもよくあり、自分より格下と思われる相手からは「若山さん」ではなく「若山先生」と呼ばれない限り、返事もしなかった。大部屋俳優等、弱い立場の人に対してだけでなく、撮影スタッフや監督、大映時代には会社幹部にまで暴力をふるうことがあったため恐れられていたが、子役に対しては優しかった。1989年のこと、新東宝時代からの友人である丹波哲郎は若山に、自身が企画・製作・脚本・総監督を務めた映画『丹波哲郎の大霊界 死んだらどうなる』への出演を依頼。若山は既に心臓疾患を患い、体調に不安を抱えつつもこれを引き受ける。丹波は若山の体調を気遣いながら撮影を進めたが「おまえはすぐ人を殴る。体調が悪くなったのはそのバチが当たったんだ」と苦言を呈している。
若山組には大木実・潮健児・関山耕司・山城新伍・安岡力也・高岡健二・丹古母鬼馬二らのメンバーがいたが、若山より6歳年上の大木とはお互いに「きょうだい」と呼び合う仲だった。若山組への加入は「固めの杯」を任侠の世界と同様に行っていたが、下戸で自他共に認める名うての甘党だった若山の「固めの杯」は「羊羹を煮溶かし、食パンの上に塗ったものを食べるというものであった」と山城は語っている。後輩を壁際に立たせて、若山得意の手裏剣を投げつけるという荒っぽい「入組試験」もあった。
「借金が得意」「親分肌で取り巻きを大勢連れ回したがる」など、その行動が勝新太郎と酷似していたため、大映時代には「二人も勝新太郎は要らない」、「愚兄賢弟」などと揶揄されていた。しかし天才肌の反面、大酒飲みで遅刻が多く台本をあまり読んでこない勝と違い、若山は2時間ほど前には楽屋入りし、撮影前の台本チェックなど事前の準備を怠らなかった。後年東映でスターダムにのし上がり、映画賞・演劇賞を数々受賞するに至ってからは名優としての評価を高めたのに対し、勝は不祥事が相次ぐようになり、その評価は逆転した。事実、勝は「演出やプロデュースでは自分が上だが、演技力はお兄ちゃんに敵わない」と最高の賛辞を送っている。兄弟仲は非常に良く、勝が大麻所持で逮捕された際、マスコミの前では勝を批判しながらも、執行猶予付きの判決が出たときは若山は「よかった、よかった」と涙を流して喜んだ。また、勝がある役者の演技を叱ろうとしたとき、その役者が「若山先生の言われた通りにしたんですけど…」と答えると、「あぁそう、お兄ちゃんがそう言ったの」と一転して機嫌がよくなり、叱るのをやめたという。
1984年に行なわれたインタビューの中で、「これまで4回ほど、ドン底があった」として、「一時は、東京の山谷か大阪の釜ヶ崎に住もうかと本気で考えたし、共産圏の国に逃げちゃおうかなんて思ったこともあった。」と話している。

## 逸話

### 撮影所
監督との関係
若山は、学歴に対するコンプレックスが強かった。それゆえ新人監督が若山に接するときは、とにかく「帝大を出た事にしろ」とアドバイスされたという。また、仕事に対するこだわりが強く、撮影現場でもさまざまなアイデアを進言することがあったが、無茶を言って監督を困らせるようなものも少なくなかった。そんな若山をなだめるのがうまかったのが山下耕作で「若山さん、それは素晴らしいアイデアだ。でも、もったいないから、次回に取っておきましょう」と、若山の熱意と顔を立てながら現場を収拾していた。
楽屋
あるとき東映の若山の楽屋の隣から工事の音がし始めた。若山の取り巻きが聞いてきた話では、高倉健が自分の楽屋が狭いため、拡張工事をしていると言う。それを聞き激怒した若山は「そっちがそんな勝手するなら俺だって」と、音のする壁と反対側の壁を自ら叩き始め楽屋を広くしようとした。若山に壁を叩かれた隣の部屋では大川橋蔵が弁当を食べていたが、びっくりして飛び出してきた。大川が「いったい、何やってるんですか？」と尋ねると、若山は「壁壊して部屋広くするんや」と返答。大川は呆れ気味に「それはいいですけど、僕の部屋はどうなるんですか？」と尋ねると、若山は正気に戻ったのか「あ、すんまへん」と謝った。さらにそこに通りかかって話を聞いた鶴田浩二も激怒し、同じく自分の楽屋を広くするため壁を叩き始めたという。
片岡千恵蔵を非常に尊敬しており、千恵蔵の使用していた楽屋が自分のものになると感激のあまり、号泣した。
楽屋には大福・キャラメル・コーヒー牛乳などを常備する甘党で、夜中に後輩俳優を呼び出して汁粉を振る舞ったこともあった。
若山が下戸であることを知らなかった高倉は、日頃の礼の意味で撮影前の若山に日本酒を一瓶贈ったことがあった。若山は困惑しながらも高倉の思いに応えようと快く受け取り、高倉の眼前でラッパ飲みして見せた。しかし飲んだ直後に卒倒し、当日の撮影は中止となった。高倉はひたすら平身低頭、謝罪したという。
菅原文太
1967年、松竹に在籍していた新東宝時代の後輩・菅原文太が東映に移籍し若山に挨拶に行った際、東映への移籍は安藤昇からの勧めがあったことから、若山は「お前は安藤の子分になったのか」と訊ねた。菅原はそれを否定し「そうか！ならワシんとこの若い衆になれ！」と、それ以降菅原を可愛がるようになった。その後、菅原は1969年に『現代やくざ 与太者の掟』で東映で初主演（この作品にも、若山が出演し華を添えている）、1973年には『仁義なき戦い』シリーズが大ヒットし、一躍東映の看板スターとなるに至り、菅原を妬んだ東映生え抜きの役者連中は若山に「菅原が天狗になってます。何とかしてください」等と告げ口を始める。菅原自身は若山には礼を尽くしていたので、若山は意に介していなかったが、遂に乗せられ「アイツ自身のためにみんなの前で殴る」と菅原を殴ることになった。
東映京都撮影所の俳優会館の前に椅子を持ち出して待ち構え、通りかかった菅原を見つけ「オイ、文太！」と声を掛けた。ところが機敏に察知した菅原は、若山に走り寄りその手をとって「オヤッさん、ありがとうございました。ぼくみたいな下手な役者が、小さな賞ですけど京都市民映画祭の主演男優賞を獲れたのはオヤっさんのおかげです。ありがとうございました。」と恭しく挨拶した。気勢をそがれた若山は「おお、そうか…。文太、お前の部屋（東映の控え室）にテレビはあるのか？」と聞き、菅原が「ありません」と答えると、「じゃあみんなでお祝いに買ってやる」として奥で隠れてやり取りを見ていた子分の山城新伍から3万円を出させ、テレビを買い与えた。当時のテレビの価格では3万円は頭金にしかならず、かといって他の役者達は金を出さなかったので、電器屋が菅原のところへ代金を請求に行ったところ「取れるもんなら、取ってみい！」と凄まれて泣く泣く帰る羽目になり、結局電器屋は丸損となった。
仲裁を待つ
ある時東映撮影所で大喧嘩になり、若山は「ぶち殺してやる」と机を持ち上げて相手に投げつけようとした。若山を止めてもらおうと呼び出された山城が駆けつけると、若山は机を振り上げた姿勢のまま固まって待っていた。山城は若山に「早く止めに来んかい」と怒られた。
「やなぎざわじんごぉ～！」
コミカルな芸も得意とする俳優の柳沢慎吾が松方弘樹主演の『名奉行 遠山の金さん』（テレビ朝日系）に同心・間半平役でレギュラー出演していた頃、若山が第3シリーズ第3話「怪盗の顔を見た！」（1990年7月26日放送分）でゲスト出演した際に、東映京都撮影所内ですれ違った時のことである。当時柳沢はまだ駆け出しの若手だったため、若山に対する【暗黙のルール】を知らされていなかった。
ちょうど食事を終え、食堂から出てきた柳沢は若山に対し、楊枝をくわえながら「チィーッス！」と何気なしに頭を下げて立ち去った。この態度に若山が信じられないようなものを見た顔をして激怒し、「あの野郎、後で俺の部屋ぁ来いって言っとけ！」と東映京都撮影所俳優会館のスタッフに指示。
俳優会館内の特別室である自分の楽屋に柳沢を呼び付け、大慌てで自己紹介し謝罪する柳沢を尻目に、柳沢を自分のソファーの真向かいに座らせ、無言のまま長時間睨みつける事態となった。そこへ、ただならぬ異変に気付いた松方が楽屋に入り「富兄い、今、俺と一緒に『金さん』やってる柳沢慎吾って若い奴だから…」と間を取り持つと、若山は「…知ってるよ。だから俺ぁ、シンゴと話してたんじゃねぇか」と告げたが、実際は何も言わずにひたすら柳沢を睨み続けていたという。若山は松方の顔を立て、その場は一旦収束した。
若山と柳沢が絡むシーンは、同心の間半平が右手で刀を持ちながら目撃者を尋問しているところを若山演じる元岡っ引きの老人（役名は車坂の惣兵衛）が襖を開け「旦那ぁ、そいつは違うんだよぉ…そいつは違うんだよ旦那ぁ！」と若山が割って入るのを柳沢が『うるせぇこのジジィ！おめぇは引っ込んでろ！』と一蹴するシーンだった。ところが撮影に入ると、同心役の柳沢の刀の取り扱いや所作に度々注文をつけ、「やなぎざわじんごぉ～！おめぇ今、どっちの手で刀ぁ持ってたんだよ！おめぇの役は同心じゃねぇのか？…おい、やなぎざわじんごぉ～！」などと柳沢を何度も叱責。
柳沢が必死に「これは松尾(正武)監督の指示なので…」と説明すると今度は「おい松尾こっち来い！」と監督の松尾に矛先が向いた。「（スクリプトされた）前とのつながりがありますから」との松尾の説明にも納得せず、演出について1時間ほど撮影中断の上で意見する事態となり、撮影は遅々として進まなかった。
業を煮やした松尾は、柳沢が若山に対して言う台詞『うるせぇこのジジィ！おめぇは引っ込んでろ!』の「”ジジィ”の前に【クソ】付けて！」と柳沢に指示。
渋る柳沢をよそに「うるせぇこのクソジジィ！」の台詞で撮影は進行。一応そのシーンは撮り終わったものの、直後に若山が「おい、やなぎざわじんごぉ～！おめぇ今台詞が2つくらい増えたろ！？」と再び柳沢を叱責した。
若山は「おい岩村、聴かせろ！」と録音技師を呼びつけて何度も音声をチェックし、柳沢の台詞が台本と変わっていることに気づいて激怒した。
ここで再び「い、いや、違います。これは松尾監督の指示で…」と狼狽する柳沢から説明されると「松尾てめぇこっち来いこの野郎！」と今度は松尾に喰ってかかり、結局この日の撮影は中止となった。
撮り直しは翌週となりシーンの設定は修正が加えられたものの、台詞からクソジジィは消されることなく、番所から帰る惣兵衛（若山）を見送った後に半平（柳沢）が「嫌味なクソジジィじゃねえかよぉ、全くよぉ」と呟く形になった。シーンを撮り終えた後で声を掛けられ、出番を終え帰ったと思った若山が、まだ撮影スタジオ内に残っていたことを知ったという。放送ではこちらの撮り直し版が採用されている。
しかしその後、若山は柳沢を懇意にし、とても良好な関係だったという。
柳沢の実家には若山に肩を組まれて撮ったスナップ写真を引き延ばしたパネルが飾られている。

### バラエティー
『クイズダービー』
1988年（昭和63年）10月8日（第661回・ドラマ大会）、同日放送の『妻たちの鹿鳴館』の番組告知も兼ね、共演の池内淳子と共に出場者側（ギャンブラー席・黄色チーム）で登場した。若山は第1問目で、5枠・ゲスト解答者だったビートたけしに「たけし君にね、『3,000点』はダメか？」といきなり持ち点の全部を賭けようとした。しかし司会の大橋巨泉に「3000点はまずいですよ!!無くなっちゃうじゃないですか。早く帰ろうと思ってるなぁ！淳子ちゃん何か言って下さいよ!」と呆れながら止められてしまい、結局全額を賭けることはできなかった。レギュラー解答者・出場者側のタレントを始め会場の観客らは大爆笑、隣の池内も苦笑いしつつ1,000点に賭け点を変更したものの、たけしは不正解。持ち点は2,000点と減点された。なお番組の歴史上、第1問で3,000点全部を賭けようとした番組出場者は若山と、とんねるず（本件とは逆で、高正解率を誇るはらたいらの確実性に賭けた）のみである。
第5問目では若山が1枠・北野大を指名。「（北野博士の）ファンなんだよ」と言いながらも、持ち点の1,500点から賭けたのは「200円」だった。巨泉は「200『円』！これが、ファンにしてはケチなんだよなあ。まあ良いでしょう」と笑う。その後池内が500点に変更したが、結局北野大は不正解で1000点に減額。巨泉に「200円にしとけば良かったね、若山さん今のねぇ」と苦笑された。第6問の作詞問題では、若山が歌う『男道』からの出題であった。問題が読まれた直後に若山は「これ俺じゃないよ。だって覚えが無いもん」と困惑していたが、巨泉から「オレですよぉー!!そうやって書いてあるんだもん、レコードに。それは、単に忘れちゃっただけですよ！!」と呆然とされた。
第7問終了時にはわずか100点にまで減っていた。最終問題で池内は掛け率8倍の4枠・竹下景子を指名して、100点全部を賭けた。竹下が正解したので、結果若山・池内ペアの賞金獲得額は「900円」だった。エンディングで池内は「でも偉いでしょ？ゼロにならなかったのがねぇ」と笑い巨泉も「エライですよ」と褒めたが、巨泉は若山に「自分がレコーディングしたの忘れないで下さいね」と繰り返し言っていた。
『どっきりカメラ』
若山は清川虹子と共に安岡力也へのどっきりの仕掛け人として出演。若山と清川が結婚するという偽の招待状を受け取った安岡は、御祝儀をいくら出すか悩んで周囲に相談し、事務所から「(若山さんと清川さんからは)2人とも初婚ではなく、年齢的な理由もあって質素な結婚式をすると聞いている」「会費制で1万円」と聞き、1万円にした。当日、出席者の山城新伍や松方弘樹ら御祝儀の金額が次々と読み上げられたが、すべて10万円以上で、100万円といった桁違いに高い金額もあった。力也の前に読み上げられた高岡健二の金額が1万円であったことに若山が驚愕し激怒、高岡は裏口に連れ出されて暴行されるなど手痛い仕打ちを受ける（※無論、本当に殴られているわけではなく実際にはふりで、メイクで傷痕を作った）。その様子を間近で見ていた力也が、緊張のあまり震え上がるという趣向だった。
『8時だョ!全員集合』
ゲストとして出演した際、たまたまぎっくり腰を患い、松葉杖をつきながらもこの日の「学校コント」や「時代劇コント」に出演した。特に「時代劇コント」では、志村けんに松葉杖を預けた上で、ぎっくり腰とは思えぬ見事な殺陣を披露した。志村からの「賞金稼ぎがぎっくり腰とはお笑いだ」とのツッコミに、若山も「金貰ってるから、やらねぇとしょうがねぇんだよ」と返し、しっかり笑いもとった。

### 趣味
スーパーマリオブラザーズ
実子で付き人であった若山騎一郎の著書『不器用に生きた男 わが父 若山富三郎』によれば、騎一郎や、騎一郎の姉の佳代子にはスーパーマリオのゲームを教えるときだけは優しかったという。また、若山企画の人間全員にもやらせ、賞金まで出して大会を開く、一人でも毎日のようにプレイし、腱鞘炎になっても包帯を巻いてでもやり続ける、スーパーマリオ2が発売されたときには仕事を休んでまでクリアしようとしたなど、ハマっていた逸話が多い。

### 小説
1983年（昭和58年）に本人名義で、歴史小説『ゼロの暗殺者』を発表したが、これはゴーストライターによる執筆作である。

## 受賞
- 第20回ブルーリボン 助演男優賞 『悪魔の手毬唄』、『姿三四郎』
- 第3回日本アカデミー賞 最優秀主演男優賞 『衝動殺人 息子よ』
- キネマ旬報 主演男優賞 『衝動殺人 息子よ』
- 第21回ブルーリボン賞 主演男優賞 『衝動殺人 息子よ』
- 毎日映画コンクール 主演男優賞 『衝動殺人 息子よ』
- 第33回芸術祭大衆芸能部門 大賞[6] 『歌舞伎模様・天保六花撰』

## 出演

### 映画

#### シリーズ
- 忍術児雷也シリーズ （1955年、新東宝） - 遠山弓之助
  - 忍術児雷也 （1955年）
  - 逆襲大蛇丸 （1955年）
- 人形佐七捕物帖シリーズ（1956年 - 1961年） - 人形佐七
  - 人形佐七捕物帖 妖艶六死美人（1956年、新東宝）
  - 人形佐七捕物帖 大江戸の丑満刻（1957年、新東宝）
  - 人形佐七捕物帖 花嫁殺人魔（1957年、新東宝）
  - 人形佐七捕物帖 浮世風呂の死美人（1958年、新東宝）
  - 人形佐七捕物帖 腰元刺青死美人（1958年、新東宝）
  - 人形佐七捕物帖 般若の面（1960年、東映）
  - 人形佐七捕物帖 くらやみ坂の死美人（1960年、東映）
  - 人形佐七捕物帖 血染めの肌着（1960年、東映）
  - 人形佐七捕物帖 ふり袖屋敷（1960年、東映）
  - 人形佐七捕物帖 恐怖の通り魔（1961年、東映）
  - 人形佐七捕物帖 闇に笑う鉄火面（1961年、東映）
- 謎の紫頭巾シリーズ（1957年、新東宝） - 遠山金四郎
  - 姫君剣法 謎の紫頭巾（1957年）
  - 謎の紫頭巾 姫君花吹雪（1957年）
- 修羅八荒シリーズ（1957年、新東宝） - 浅香恵之助
  - 修羅八荒 薩多峠の剣陣（1957年）
  - 修羅八荒 猛襲伏魔殿（1957年）
- 忍術使いと三人娘シリーズ（1961年、東映） - 神築弓之介
  - 忍術使いと三人娘（1961年）
  - 忍術使いと三人娘 女狐変化（1961年）
- 極道シリーズ（1968年 - 1974年、東映） - 島村清吉
  - 極道（1968年）
  - 帰ってきた極道（1968年）
  - 兵隊極道（1968年）
  - 待っていた極道（1969年）
  - 旅に出た極道（1969年）
  - 極道釜ヶ崎に帰る（1970年）
  - 極道兇状旅（1970年）
  - 極道罷り通る（1972年）
  - 釜ヶ崎極道（1973年）
  - 極道VSまむし（1974年）
  - 極道VS不良番長（1974年）
- 前科者シリーズ（1968年 - 1969年、東映）
  - 前科者 （1968年）
  - 横紙破りの前科者（1968年）
  - 前科者 縄張荒し（1969年）
- 極悪坊主シリーズ（1968年 - 1971年、東映） - 真海
  - 極悪坊主（1968年）
  - 極悪坊主 人斬り数え唄（1968年）
  - 極悪坊主 念仏人斬り旅（1969年）
  - 極悪坊主 念仏三段斬り（1970年）
  - 極悪坊主 飲む打つ買う（1971年）
- 賞金稼ぎシリーズ（1969年 - 1972年、東映） - 錣市兵衛
  - 賞金稼ぎ（1969年）
  - 五人の賞金稼ぎ（1969年）
  - 賞金首 一瞬八人斬り（1972年）
- 子連れ狼シリーズ（1972年 - 1974年、勝プロ / 東宝） - 拝一刀
  - 子連れ狼 子を貸し腕貸しつかまつる（1972年）
  - 子連れ狼 三途の川の乳母車（1972年）
  - 子連れ狼 死に風に向かう乳母車（1972年）
  - 子連れ狼 親の心子の心（1972年）
  - 子連れ狼 冥府魔道（1973年）
  - 子連れ狼 地獄へ行くぞ!大五郎（1974年）

#### その他
- 番場の忠太郎（1955年、新東宝） - 忠太郎
- 四谷怪談（1956年、新東宝）
- 軍神山本元帥と連合艦隊（1956年、新東宝）
- 明治天皇と日露大戦争（1957年、新東宝）
- 水戸黄門 天下の副将軍（1959年、東映） - 徳川綱吉
- 雪之丞変化（1959年、東映）- 安藤左近将監役
- 壮烈新選組 幕末の動乱（1960年、東映） - 沖田総司
- 旗本と幡随院 男の対決 （1960年、東映） - 幡随院長兵衛
- 野火を斬る兄弟（1960年、東映）
- ひばりの森の石松（1960年、東映）
- 又四郎行状記 神変美女蝙蝠（1961年、東映）
- 怪談お岩の亡霊（1961年、東映）
- 続・座頭市物語（1962年、大映） - 渚の与四郎
  - 座頭市千両首（1964年、大映） - 仙波十四郎
- 忍びの者（1962年、大映） - 織田信長
  - 続・忍びの者（1963年、大映） - 織田信長
  - 忍びの者 霧隠才蔵（1964年、大映） - 真田幸村
- 抜打ち鴉（1962年、大映)
- 妖僧 （1963年 大映）
- 怪談鬼火の沼（1963年 大映）（城健三朗 名義）- 仁科三郎太
- 侍富士を走る （1963年 東映）- 葛城瓢介
- 新選組始末記 （1963年、大映） - 近藤勇
- 眠狂四郎殺法帖（1963年、大映） - 陳孫
  - 眠狂四郎女妖剣（1964年、大映） - 陳孫
- 乞食大将 （1964年、大映）
- 処女が見た（1966年、大映） - 行俊
- 兄弟仁義 関東三兄弟 （1966年、東映）
  - 兄弟仁義 逆縁の盃（1968年、東映）
- 博奕打ち（1967年、東映）
  - 博奕打ち 不死身の勝負（1967年、東映）　
  - 博奕打ち 総長賭博（1968年、東映）
  - 博奕打ち外伝（1972年、東映）
- 懲役十八年（1967年、東映）
- 渡世人（1967年、東映）
- 尼寺㊙物語（1968年、東映）
- 緋牡丹博徒（1968年、東映）
- 妖艶毒婦伝 般若のお百 （1968年、東映）
- 人生劇場 飛車角と吉良常（1968年、東映）
- 博徒列伝（1968年、東映）
- 現代やくざ 与太者の掟（1969年、東映）
- 日本暴力団 組長 （1969年、東映）
- 日本暗殺秘録 （1969年、東映） - 有村次左衛門
- 渡世人列伝（1969年、東映）
- 日本ダービー 勝負（1970年、東映）
- 舶来仁義 カポネの舎弟（1970年、東映）
- 戦後秘話 宝石略奪（1970年、東映）
- 日本暴力団 組長くずれ（1970年、東映）
- シルクハットの大親分（1970年、東映）
  - シルクハットの大親分 ちょび髭の熊（1970年、東映）
- 喜劇 ギャンブル必勝法（1970年、東映）
- 最後の特攻隊（1970年、東映）
- 新宿の与太者（1970年、東映）
- 博徒外人部隊（1971年、東映）- 与那原
  - 博徒斬り込み隊（1971年、東映）- 矢野刑事(飯坂署)
- 日本やくざ伝 総長への道（1971年、東映）
- 暴力団再武装（1971年、東映）
- 傷だらけの人生（1971年、東映）
- 顔役（1971年、ダイニチ映配）
- 日本悪人伝（1971年、東映）
- 関東緋桜一家（1972年、東映）
- 桜の代紋（1973年、勝プロ / 東宝）
- 脱獄広島殺人囚（1974年、東映）
- 新仁義なき戦い（1974年、東映）
- エスパイ（1974年、東宝） - ウルロフ[1]
- 桜の森の満開の下（1975年、東宝）
- 暴力金脈（1975年、東映）
- 強盗放火殺人囚（1975年、東映）
- 愉快な極道（1976年、東映）
- 悪魔の手毬唄（1977年、東宝）
- 江戸川乱歩の陰獣（1977年、松竹）
- 姿三四郎（1977年、東宝）
- トラック野郎・男一匹桃次郎（1977年、東映）
- 火の鳥（1978年、東宝）
- がんばれ!ベアーズ大旋風 -日本遠征-（1978年、パラマウント映画）
- 衝動殺人 息子よ（1979年、松竹）
- 遠い明日（1979年、東宝）
- 父よ母よ!（1980年、松竹）
- 青春の門（1981年、東映）
- ちゃんばらグラフィティー 斬る! （1981年、東映）
- 炎のごとく（1981年、東宝）
- 魔界転生（1981年、角川春樹事務所 / 東映） - 柳生但馬守宗矩
- 燃える勇者（1981年、東映） - 梶五郎
- 夏の秘密（1982年、松竹）
- 大日本帝国（1982年、東映） - 石原莞爾
- 凶弾（1982年、松竹）- 矢吹船長
- 制覇（1982年、東映）- 三代目谷口組若頭補佐 権野強志
- 雪華葬刺し 1982年、大映）
- 白蛇抄（1983年、東映）
- 小説吉田学校（1983年、東宝）- 三木武吉
- 人生劇場（1983年、東映）
- 修羅の群れ（1984年、東映）ｰ 鶴岡政次郎
- 山下少年物語（1985年、東宝東和）
- 道（1986年、東映）
- 人間の約束（1986年、東宝東和）
- 親鸞 白い道（1987年、松竹）
- 丹波哲郎の大霊界 死んだらどうなる（1989年、松竹富士）
- 社葬（1989年、東映）
- バッドヒストリー～ワルの歴史～（1989年、ジュンヤ・オフィス）
- ブラック・レイン（1989年、パラマウント映画） - 菅井国雄
- 女帝 春日局（1990年、東映） - 徳川家康
- カンバック（1990年、松竹）
- 斬殺せよ 切なきもの、それは愛（1990年、東映クラシックス）
- 王手（1991年、ムービーギャング）

### テレビ作品
※テレビ映画とテレビドラマ双方の出演作。
- 銭形平次捕物控（1958年7月7日 - 1960年6月27日、TBS）
- 風雲児半次郎（1964年10月28日 - 1965年3月31日、東京12チャンネル）
- 三匹の侍 第4シリーズ 第26話「斬る」（1967年、フジテレビ） - 中根兵馬
- 待っていた用心棒（1968年、NETテレビ） - 夏山大吉郎（外道）
  - 第19話「同志たちの夜」
  - 第25話「ただ一人の女」
  - 第26話「山なみの彼方へ」
- 大奥（1968年、関西テレビ） - 柳沢吉保
- 旅がらすくれないお仙 第1話「親分衆ふざけないで!」（1968年、NETテレビ）
- 柳生十兵衛 第28話「鬼坊主の復讐」（1971年、フジテレビ） - 鄭玄竜
- 軍兵衛目安箱（1971年、NETテレビ）- 伴大五郎
- 江戸巷談 花の日本橋（1971年、関西テレビ） - 丹下左膳
  - 第11話「丹下左膳と櫛巻きお藤」
  - 第12話「女が惚れた暴れん坊」
- 長谷川伸シリーズ（1973年、NETテレビ）
  - 第12話「頼まれ多九蔵」
  - 第29話「蝙蝠安」
- 唖侍鬼一法眼（1973年10月7日 - 1974年3月31日、日本テレビ） - 鬼一法眼
- 賞金稼ぎ（1975年4月16日 - 10月5日、NETテレビ） - 錣市兵衛
- 悪魔のようなあいつ（1975年、TBS） - 白戸五十六
- 影同心 第23話「花嫁買って殺し節」（1975年、MBS） - 山田朝右衛門
- 痛快!河内山宗俊（1975年、フジテレビ） - 遠山金四郎
- さくらの唄（1976年、TBS） - 高松伝六
- 新・座頭市 第27話「旅人の詩」（1977年、フジテレビ）
- 貝がらの街（1978年、日本テレビ） - 脇田徳三
- 飢餓海峡（1978年、フジテレビ） - 弓坂刑事
- 放蕩かっぽれ節（1978年、TBS） - 半次
- ドラマ人間模様 / 事件（1978年 - 1984年、NHK） - 菊地大三郎[26]
- 不毛地帯（1979年、MBSテレビ） - 大門一三
- あめりか物語（1979年、NHK) - 勝本圭造
- 頓珍館おやじ（1980年、テレビ朝日） - 綾小路丑寅
- 火曜サスペンス劇場 / 「あの三億円事件の真相は？父と子の炎」（1981年、日本テレビ） - 主演・横溝礼造
- 時代劇スペシャル / 御金蔵破りシリーズ（1981年 - 1983年、フジテレビ）
- 影の軍団III 第1話「二つの顔の男」（1982年、関西テレビ） - 丸目正眼
- 花王名人劇場 / 名物タクシー奮戦記（1982年 - 1983年、関西テレビ）
- 大奥 第1話「大奥誕生」・第2話「生みの母 育ての母」（1983年、関西テレビ） - 徳川家康
- 木曜ゴールデンドラマ / 暴力中学シリーズ（読売テレビ） - 主演兼企画
  - 暴力教室 ある教師の詩（1984年3月1日）
  - 暴力中学 ある教師の詩2（1984年12月20日）
- 銭形平次 第886話「悲しき嘘」（1984年、フジテレビ） - 丈吉
- 花王名人劇場 / 寝ぼけ署長（1984年 - 1985年、関西テレビ）
- 松本清張スペシャル・支払い過ぎた縁談（1985年、TBS） - 萱野徳右衛門
- ドラマスペシャル / 刑事弁護人・わが子殺人（1986年、テレビ東京） - 主演
  - ドラマ特別企画 / 刑事弁護人・望郷（1990年10月2日） - 主演
- イキのいい奴（1987年、NHK）
- 絆（1987年10月24日、NHK） - 猪口克平
- 京都サスペンス「出町の柳」（1987年、関西テレビ）
- 「人間ドラマシリーズ 泣けたぜ! おやじ・明大島岡監督物語」（1987年12月7日、フジテレビ） - 主演・島岡吉郎
- 火曜スーパーワイド / サザエさん旅あるき （1988年、テレビ朝日）
- 忠臣蔵・いのちの刻（1988年、TBS）
- 妻たちの鹿鳴館（1988年、TBS） - 伊藤博文
- 織田信長（1989年、TBS） - 平手政秀
- 坂本龍馬（1989年、TBS） - 永井玄番頭
- 風雲!真田幸村（1989年、東映 / テレビ東京） - 徳川家康
- 子連れ狼（1989年、テレビ朝日） - 柳生烈堂
- すみだ川塀外物語（1989年11月28日、ぎみあブレイク)
- 新吾十番勝負（1990年、テレビ朝日） - 武田一真
- 源義経（1990年、TBS） - 平清盛
- 樅ノ木は残った（1990年、日本テレビ） - 酒井雅楽頭
- 名奉行 遠山の金さん（1990年、テレビ朝日）
  - 第3シリーズ 第3話「怪盗の顔を見た!」- 車坂の惣兵衛
- 横溝正史傑作サスペンス・犬神家の一族（1990年、テレビ朝日） - 犬神佐兵衛
- 柳生武芸帳（1990年、日本テレビ） - 徳川家康
- 閨閥（1990年、TBS）
- 戦艦大和（1990年、フジテレビ） - 豊田副武
- 白旗の少女（1990年、フジテレビ）
- 山村美紗サスペンス「死を呼ぶ醍醐の桜狩り」（1990年、関西テレビ / 東映）
- 武田信玄（1991年、TBS） - 太原雪斎
- 恋しとよ君恋しとよ（1991年、NHK）
- 雲霧仁左衛門（1991年、関西テレビ）
- 松本清張作家活動40周年記念・迷走地図（1992年、TBS） - 望月稲右衛門 ※遺作

### 舞台
- 三文オペラ（1977年、帝国劇場） - ビーチャム
- アニー（1978年、日生劇場） - ウォーバックス
- 歌舞伎模様・天保六花撰（1978年、新宿コマ劇場） - 河内山宗俊[27]

### バラエティ
- スター千一夜（フジテレビ）
- 象印スターものまね大合戦（NET）
- 8時だョ!全員集合（TBS）
- 加トちゃんケンちゃんごきげんテレビ（TBS）
- クイズダービー（TBS）
- テレビ祭り 10月だョ!全員集合（TBS）
- モーニングジャンボ奥さま8時半です（TBS）
- 夜の指定席～富三郎の談話室（NHK 1981年〜1983年 奇数月の第4（土）に放送）
- すばらしき仲間（中部日本放送）
- 所さんの勝ったも同然!!（日本テレビ）
- いい!!かもしんない（日本テレビ）
- いい旅・夢気分（テレビ東京） - 信州湯けむり雪景色

### CM
- 味の素株式会社「アルギンZ」（1979年）
- 明星食品「チャルメラ・デラ」、「チャルメラ・みそ吉」（1979年）
- 資生堂 「ドルックス」（1982年）

## ディスコグラフィ

### シングル
- 極道ブルース / 渡世人（テイチクレコード、A-2）
- 極悪坊主 / 男のバラード（1968年8月、テイチクレコード、A-6）
- 道産子人生 / 波止場ブルース（テイチクレコード、A-14）
- 落葉人生 / 雪に追われた流れもの（1969年、テイチクレコード、A-17）
- 極道子守唄（テイチクレコード、A-41）
- 極道エレジー / 全極連ブルース（テイチクレコード、A-47）
- 諸行無常 / 極道のバラード（テイチクレコード、A-56）
- 股引一代 / 男道（テイチクレコード、A-72）
- マドロス子守唄（テイチクレコード、A-75）
- ひとり無情 / 問わず語り（ポリドール、DR-1658）
- 別れの子守唄 / 夕べ酒場で聞いたうた（1971年、RCAレコード、JRT-1180）
- 子連れ狼 / 流れ影（1972年、東芝レコード、TP-2689）
- 流れ者 / ひとつの命（1975年4月、キャニオンレコード、A-253）
- ふたりの四季 / 双六仁義（1980年、KA-1197）
- 幸せになれよ / なぐさめ（1983年、クラウンレコード、CWA-219）
- なむあみだぶつ / 野狼のうた（クラウンレコード、CW-901）
- おとこ坂 / おんな坂（日本コロムビア、AH-61）

### アルバム
- 流れ者（1972年、MR-2213）

## 著書
- ゼロの暗殺者 （自由書館 1983年3月） ISBN 978-4915574023
- 鎮魂曲（レクイエム）は地獄で聴け （原案、牛次郎著、廣済堂出版 1986年10月） ISBN 978-4331052358
- 鬼畜狩り （原案、牛次郎著、祥伝社 1991年4月） ISBN 978-4396322137